# John Nesbitt (Musiker)
John Nesbitt (* um 1900 in Norfolk; † 1935 in Boston) war ein US-amerikanischer Jazztrompeter, Komponist und Arrangeur.

## Leben
Nesbitt begann seine Musikerkarriere bei Lillian Jones’ Jazz Hounds und bei Amanda Randolph. Von 1925 bis 1931 war er Mitglied der McKinney’s Cotton Pickers, deren Sound er mit seinen Kompositionen und Arrangements prägte. Nach Ansicht von Gunther Schuller war Nesbitt in den frühen Jahren der Cotton Pickers der musikalische Leiter der Band. Daneben spielte er mit Bix Beiderbecke, Jean Goldkette, den Chocolate Dandies, Don Redman und Hoagy Carmichael. Nachdem er die Cotton Pickers verlassen hatte, arbeitete Nesbitt in den Jahren vor seinem frühen Tod noch bei Zack Whyte, Speed Webb und Earle Warren. Er wirkte zwischen 1928 und 1931 bei 20 Aufnahmesessions mit.
Nesbitt schrieb auch Arrangements für die Orchester von Fletcher Henderson (Chinatown) und Luis Russell. Seine Kompositionen beeinflussten den Swingstil von Gene Gifford und des Casa Loma Orchestra.